# Paramekongiella zhongdianensis
Paramekongiella zhongdianensis är en insektsart som beskrevs av Huang, C. 1990. Paramekongiella zhongdianensis ingår i släktet Paramekongiella och familjen Pyrgomorphidae. Inga underarter finns listade i Catalogue of Life.